# Rudetjärnen
Rudetjärnen är en sjö i Sundsvalls kommun i Medelpad och ingår i Ljungans huvudavrinningsområde.